# Ромська стіна
Ромська стіна або циганська стіна — стіна, побудована місцевою владою в Чехії, Румунії та Словаччині для відокремлення ромської меншини від решти населення. Таку практику критикували як правозахисні організації, так і Європейський Союз, який розглядає це як випадок расової сегрегації.

## Чехія

### Усті-над-Лабем
У чеському місті Усті-над-Лабем у 1999 році після скарг місцевих жителів на те, що роми поводяться «галасливо та негігієнічно», вздовж вулиці Матічні була побудована стіна висотою 2 метри та довжиною 65 метрів. Місцева влада стверджувала, що це «шумовий бар'єр», який також не дасть ромським дітям вибігти на вулицю, і що це частина «програми оновлення міста».
Після спротиву з боку Європейського Союзу (комісар Гюнтер Ферхойген назвав це «порушенням прав людини»), Чехія пообіцяла, що стіну знесуть, і ввона була знесена 24 листопада 1999 року. Уряд виділив місцевій владі гроші на програми соціального забезпечення, але значна частина грошей була використана на купівлю будинків для неромських мешканців, таким чином створивши місцеве «гетто» лише для ромів.
У квітні 2000 року Конституційний суд Чеської Республіки постановив, що депутати перевищили свої повноваження, коли наказали знести стіну, оскільки це було справою місцевого самоврядування.

## Румунія

### Бая-Маре
У Бая-Маре, Румунія, місцева адміністрація побудувала стіну між дорогою Strada Horea та районом соціального житла, де проживають 1000 ромів в однокімнатних квартирах, деякі з яких без води та електрики. За словами мера, ця стіна була розроблена для «запобігання дорожньо-транспортним пригодам», тоді як продемократичні організації кажуть, що це рівнозначно «інституціоналізованому расизму».
У 2011 році Національна антидискримінаційна рада оштрафувала мера Каталіна Черечеша за будівництво стіни та наказала її знести.
Проте стіна виявилася популярною серед більшості населення, і мера було переобрано переважною більшістю голосів у 2012 році.

## Словаччина

### Островани
У Острованах, Словаччина, місцева влада побудувала стіну довжиною 150 метрів, яка відокремила ромів від решти населення. За словами мера, метою було «припинити вандалізм і крадіжки». Словаки звинувачують ромів у крадіжці їхніх фруктів, овочів та металевих стовпів парканів. На відміну від інших випадків, в Островах роми становлять більшість населення (1200 із 1786 мешканців), що робить це ще більш несправедливим, на думку критиків, які стверджують, що розділення людей не є вирішенням соціальних проблем.

### Кошиці
Влітку 2013 року в місті Західний район Кошиць була побудована стіна. Андроула Васіліу, єврокомісар з питань освіти, культури, багатомовності та молоді, поскаржилася на стіну, стверджуючи, що вона «порушує позицію ЄС проти расизму» через сегрегацію ромів і суперечить концепції культурної столицф Європи, яку тогоріч мало містечко. Мер Кошице Ріхард Раші назвав стіну незаконно зведеною без необхідних дозволів і пообіцяв її знести.

### Інші стіни
У 2013 році в Словаччині було 14 ромських стін, з яких 8 у Кошицькому та Пряшівському регіонах, які мають найбільшу частку ромів. Місцева влада приймає рішення про будівництво таких стін і зазвичай вказує іншу причину, ніж роми.